# ダニエル・クアイェ
ダニエル・クアイェ（Daniel Quaye、1980年12月25日 - ）は、ガーナの元サッカー選手。元ガーナ代表。ポジションはディフェンダー。

## 来歴
2001年にガーナ代表デビュー。2006 FIFAワールドカップのメンバーにも選ばれた。ガーナ代表で通算9試合に出場した。

## 代表歴

### 出場大会
- ガーナ代表
  - 2006 FIFAワールドカップ

### 試合数
- 国際Aマッチ 9試合 0得点（2001年-2006年）[1]

| ガーナ代表 | 国際Aマッチ | 国際Aマッチ |
| 年         | 出場        | 得点        |
| ---------- | ----------- | ----------- |
| 2001       | 1           | 0           |
| 2002       | 0           | 0           |
| 2003       | 0           | 0           |
| 2004       | 5           | 0           |
| 2005       | 1           | 0           |
| 2006       | 2           | 0           |
| 通算       | 9           | 0           |